# Jaltiche de Arriba
Jaltiche de Arriba es una localidad del estado mexicano de Aguascalientes. Es parte del municipio de Calvillo.

## Demografía
| Gráfica de evolución demográfica |
|                                  |

| Censo | Población |
| ----- | --------- |
| 1900  | 109       |
| 1910  | 120       |
| 1921  | 127       |
| 1930  | 137       |
| 1940  | 117       |
| 1950  | 199       |
| 1960  | 250       |
| 1970  | 456       |
| 1980  | 837       |
| 1990  | 1 241     |
| 2000  | 1 160     |
| 2010  | 1 114     |
| 2020  | 1 145     |